# Lerviken
Lerviken er en landsby (småort) i Ljusnarsbergs kommun, Örebro län, Sverige, beliggende ca. 20 kilometer nord for Kopparberg. Byen gennemkrydses af Riksväg 50 og det såkaldte Silverhöjdsspåret på Bergslagsbanan. Lerviken ligger ved vigen med samme navn i søen Södra Hörken. Småorten Basttjärn ligger cirka en kilometer syd for Lerviken.

## Historie
Frem til år 1954 lå Lerviks sluss i Hörks kanal, som også blev nedlagt samme år.
Den sydlige del af Lerviken kaldes Silverhöjden (der står Silverhöjden på skiltene ved Riksväg 50, men der findes ingen skilte med navnet Lerviken), tidligere Silverhyttan. Mellem 1873 og 1986 lå her en jernbanestation på det tidligere TGOJ. Stationen hed oprindeligt Hörk, men blev i 1906 omdøbt til Silverhöjden. Persontrafikken blev indstillet i 1977. I Silverhöjden lå der også et savværk; på dettes plads ligger i dag et træværk, først og fremmest beregnet på produktion og pakning af brænde til kaminer, samt et mekanisk værksted.

## Bebyggelsen
Der ligger en campingplads ved søen Södra Hörken.